# غير علمي
غير العلمي هو مجال دراسة ليس علميًا وهو موضوع للبحث العلمي، خاصةً لما هو ليس علومًا طبيعية أو علومًا اجتماعية. في هذا النموذج، التاريخ والفن والدين كلها أمثلة على ما هو غير علمي.

## تصنيف المعرفة
منذ القرن السابع عشر، استخدم بعض الكتاب كلمة علم لاستبعاد بعض مجالات الدراسة، مثل الفنون والفنون المتحررة. استخدمت كلمة غير علمي لوصف التخصصات الأكاديمية غير العلمية لأول مرة في منتصف القرن التاسع عشر.
في بعض الحالات، قد يكون من الصعب تحديد الحدود الدقيقة بين العلمي وغير العلمي. تتمثل مشكلة التمييز في دراسة صعوبات تحديد ما إذا كان ينبغي اعتبار بعض ميادين الدراسة، القريبة من حدود العلمية وغير العلمية، ضمن هذا المجال أو ذاك. حتى الوقت الحالي لم يوضع اختبار واحد يمكنه أن يفصل بوضوح العلمي عن غير العلمي، ولكن بعض العوامل، التي تؤخذ ككل وتُقيم بمرور الوقت، تستخدم بشكل شائع. يرى توماس كون أن هذه العوامل تشمل رغبة العلماء في التحقيق في مسألة ما كما لو كانت لغزًا. تركز رؤية كون للعلم أيضًا على عملية البحث العلمي، بدلُا من النتيجة.
حدود العمل الفاصلة هو عملية الدعوة إلى النتيجة المرجوة في عملية تصنيف مجالات الدراسة القريبة من الحدود. تشير المكافآت المرتبطة بالفوز بتصنيف معين إلى أن الحد الفاصل بين العلمي وغير العلمي هو البنية الاجتماعية والدافع الأيديولوجي بدلُا من أن يمثل فرقًا طبيعيًا صارخًا بين العلمي وغير العلمي. يُطلق على الاعتقاد القائل إن المعرفة العلمية (مثل: علم الأحياء) أكثر قيمة من أشكال المعرفة الأخرى (مثل: الأخلاق) اسم العلموية.

## مجالات غير علمية
يشمل غير العلمي جميع مجالات الدراسة التي ليست مجالًا للعلم. يشمل غير العلمي كل العلوم الإنسانية، بما في ذلك:
- التاريخ، بما في ذلك تاريخ العلم.
- فنون اللغة، مثل اللسانيات، ولغات محددة، والأدب.
- الفلسفة والأخلاق والدين.
- الفن، بما في ذلك الموسيقى وفنون الأداء والفنون الجميلة والحرف اليدوية.

اقترح الفيلسوف مارتن ماهنر تسمية هذه الحقول الأكاديمية بعلوم ما وراء الطبيعة، لتمييزها عن الأشكال السيئة السمعة من غير العلوم، مثل العلوم الزائفة.
تقدم المجالات غير العلمية معلومات حول معنى الحياة الفلسفي، والقيم الإنسانية، والحالة الإنسانية، وطرق التفاعل مع الآخرين، بما في ذلك دراسات الثقافات والأخلاق والأخلاقيات.

## مجالات الخلاف
يختلف الفلاسفة حول ما إذا كانت مجالات الدراسة التي تتضمن مفاهيم مجردة، مثل الرياضيات البحتة، علمية أم غير علمية.
قد يغطي تداخل التخصصات الأعمال المولدة للمعرفة التي تشمل الدراسات العلمية وغير العلمية. علم الآثار هو مثال للحقل الذي يقترض من كلٍ من العلوم الطبيعية والتاريخ.
قد تتغير مجالات البحث بمرور الوقت. لقرون عديدة، قُبلت الخيمياء على أنها مجال علمي: فقد أنتجت بعض المعلومات المفيدة، ودعمت التجارب والبحث المفتوح في السعي لفهم العالم المادي. اعتبرت علمًا زائفًا منذ القرن العشرين. تعتبر الكيمياء الحديثة، التي نشأت عن الخيمياء، من أهم العلوم الطبيعية.

## أنظمة بديلة
يعترض بعض الفلاسفة، مثل بول فايراباند، على الجهد المبذول لتصنيف المعرفة إلى علمية وغير علمية. يعتبر التمييز مصطنعًا، إذ لا يوجد شيء يذكر يربط بين جميع مجموعات المعرفة التي تسمى «العلوم».
بعض أنظمة تنظيم المعرفة تفصل المعرفة المنهجية عن الأساليب غير المنهجية لمعرفة شيء ما أو تعلمه، مثل التجارب الشخصية، والحدس، والمعرفة الفطرية. فيسنشافت (مصطلح ألماني) مفهوم واسع يشمل المعرفة الموثوقة دون التمييز بين مجالات الموضوع. يعتبر مفهوم فيسنشافت مفيدًا في التمييز بين العلمي وغير العلمي أكثر من التمييز بين المعرفة والمعرفة الزائفة، فالأخطاء التي ارتكبت في جميع أشكال المنح الدراسية الزائفة، من التاريخ الزائف إلى العلوم الزائفة، متشابهة. يستخدم هذا المفهوم في قائمة مجالات العلم والتكنولوجيا لعام 2006 التي نشرتها منظمة التعاون الاقتصادي والتنمية، والتي تُعرف «العلم والتكنولوجيا» بأنه يشمل جميع التخصصات الإنسانية، بما في ذلك الدين والفن الجميلة.